# Bois-Himont
 Bois-Himont  es una población y comuna francesa, en la región de Alta Normandía, departamento de Sena Marítimo, en el distrito de Rouen y cantón de Yvetot.

## Demografía
| 181 | 193 | 182 | 312 | 334 | 392 |
| Para los censos de 1962 a 1999 la población legal corresponde a la población sin duplicidades (Fuente: INSEE [Consultar]) |     |     |     |     |     |